# Egerin
Egerin ist eine Websuchmaschine (unterstützt von Bing). Es ist die erste Suchmaschine in kurdischer Sprache und bietet ein voll funktionsfähiges Such- und Blogsystem, einschließlich Videos, Bildern und Nachrichten für die Kurden.

## Konzept
Egerin wurde von Kawa Onatli gegründet, einem kurdischen Geschäftsmann, der in Schweden lebt. Onatli wollte eine Alternative zu den großen Suchmaschinen bieten, die nicht über die kurdische Sprache verfügen und ein breites Publikum zwischen 26 und 34 Millionen Kurden ansprechen.